# Eyal Rahat
Eyal Rahat (2 april 1984) is een Israëlisch wielrenner, die tweemaal het Israëlisch kampioenschap tijdrijden voor elite wist te winnen (2010 en 2011). Ook wist hij twee keer tweede te worden (2008 en 2009) en eenmaal derde (2012).

## Belangrijkste overwinningen
2010
- Israëlisch kampioen tijdrijden, Elite

2011
- Israëlisch kampioen tijdrijden, Elite